# Eduandrea selloana
Eduandrea selloana ist die einzige Art der Pflanzengattung Eduandrea in der Unterfamilie Bromelioideae innerhalb der Familie der Bromeliengewächse (Bromeliaceae).

## Beschreibung

### Vegetative Merkmale
Eduandrea selloana wächst als ausdauernde krautige Pflanze terrestrisch und lithophytisch und erreicht Wuchshöhen von 30 bis 60 Zentimetern. Am unterirdischen, dicken Rhizom oder Ausläufer ist ein ausgiebiges Wurzelsystem vorhanden. Die kurze Sprossachse ist teilweise durch die unteren Laubblätter erkennbar. Die Laubblätter dieser Art bilden keine wasserspeichernden Blatttrichter.
Die 10 bis 20 Laubblätter sind fast aufrecht und am oberen Ende gebogen; sie sind in Blattscheide und -spreite gegliedert. Die Blattscheide ist bei einer Länge von etwa 7 Zentimetern sowie bei einer Breite von 2,5 bis 3 Zentimetern schmal-eiförmig mit glattem oder gesägtem oberen Ende und sehr dicht braun beschuppt. Die einfachen, parallelnervigen, fast pergamentartigen Blattspreiten sind bei einer Länge von 30 bis 60 Zentimetern sowie bei einer Breite von etwa 2 Zentimetern fast linealisch-lanzettlich und zur Spreitenbasis hin deutlich verschmälert sowie rinnenförmig, wobei die Rinne in der Mitte verdickt ist; ihr oberes Ende ist zugespitzt-geschwänzt. Die Blattspreiten besitzen einen glatten Blattrand (ist also im Gegensatz zu fast alle Arten der Bromelioideae nicht bewehrt). Eine dicke Schicht von Saugschuppen befinden sich auf Blattunterseite; die Blattoberseite ist kahl, glatt und grün.

### Generative Merkmale
Durch den steif aufrechten, grünlichen, anfangs dicht braun beschuppten, später fast kahlen Blütenstandsschaft, der deutlich länger als die Blattscheiden ist, überragt der Blütenstand die Blattrosette deutlich; er weist eine Länge von 15 bis 30 Zentimetern sowie einen Durchmesser von etwa 0,6 Zentimetern auf. Von den fast aufrechten und die Internodien deutlich überragenden Hochblättern (Brakteen) des Blütenstandsschafts, den die unteren laubblattähnlichen umfassen und die oberen schmal-lanzettlich sind mit lang zugespitztem oberen Ende; sie sind dicht beschuppt und ganzrandig. Der fast schirmrispige Blütenstand (Infloreszenz) ist bei einer Länge von etwa 3 Zentimetern sowie einen Durchmesser von 3 bis 5 Zentimetern ellipsoid bis fast kugelig-kopfförmig mit fast sternförmigen oberen Ende und doppelt verzweigt mit einer etwas wollig behaarten Blütenstandsrhachis. Die fast aufrechten bis annähernd ausgebreiteten, grünen Tragblätter sind bei einer Länge von etwa 50 Millimetern sowie bei einer Breite von etwa 22 Millimetern eiförmig-lanzettlich mit zugespitzt-geschwänztem oberen Ende und ganzrandig bis gesägt und hauptsächlich auf der Unterseite dicht weiß geschuppt; die untersten überragen die Teilblütenstände. Der Gesamtblütenstand ist aus etwa sieben kurz gestielten, büscheligen, bei einer Länge von 18 bis 20 Millimetern sowie bei einer Breite von etwa 14 Millimetern fast fächerförmigen Teilblütenständen zusammengesetzt, die jeweils etwa zwei Verzweigungen und drei bis fünf Blüten enthalten. Die grünen Deckblätter sind bei einer Länge von 10 bis 13 Millimetern sowie bei einer Breite von 8 bis 10 Millimetern kürzer als die Kelchblätter und eiförmig mit spitzem sowie bespitztem, ganzrandigem bis zurückgebogen bestacheltem oberem Ende und hauptsächlich auf der Unterseite dicht mit weißen gefransten Saugschuppen bedeckt. Es sind keine oder sehr kurze Blütenstiele vorhanden.
Die zwittrigen, geruchlosen Blüten sind radiärsymmetrisch, dreizählig und besitzen eine Länge von 24 bis 27 Millimetern. Die drei nur fast subsymmetrischen Kelchblätter sind mit einer Länge von 10 bis 12 Millimetern sowie bei einer Breite von etwa 4 Millimetern länglich-lanzettlich mit spitzem und bespitztem bis zugespitztem oberen Ende und nur etwa 2 Millimeter verwachsen; sie sind grün bis rötlich im oberen Bereich und kahl bis spärlich mit gefransten Schuppenhaaren auf der Oberseite bedeckt. Die drei während der Anthese weißen mit blau-purpurfarbenen bis leuchtend blauen oberen Enden und Rändern versehenen Kronblätter sind 2 bis 4 Millimeter röhrig verwachsen und bei einer Länge von 16 bis 18 Millimetern sowie bei einer Breite von 5 bis 7 Millimetern fast spatelförmig mit breit-spitzem oberen Ende; sie sind fast aufrecht bis nahezu ausgebreitet bis ganz wenig gewunden während der Anthese und werden später hell-braun. Die Kronblätter besitzen an ihrer Basis gut entwickelte Schüppchen (Ligula). Es sind zwei Kreise mit je drei Staubblättern vorhanden. Die Staubfäden sind abgeflacht. Die Staubfäden des äußeren Staubblattkreises sind höher mit den Kronblättern verwachsen; die des inneren Kreises sind nur mit der Kronröhre verwachsen. Die Staubbeutel sind bei einer Länge von 2 bis 5 Millimetern länglich bis fast linealisch. Die biporaten sowie supoliporaten Pollenkörner besitzen eine netzartige Exine. Der unterständige, kahle und grünlich-weiße Fruchtknoten ist bei einer Länge von 5 bis 9 Millimetern sowie einem Durchmesser am oberen Ende von 5 bis 6 Millimetern ellipsoid. Die Samenanlagen sind stumpf bespitzt. Bei der weißen, fast ellipsoiden Narbe sind die Flächen etwa 2 Millimeter lang und die Ränder unauffällig fein-gekerbt. Der Fruchtknoten vergrößert sich bis zur Frucht deutlich.
Die Blütenformel lautet:
{\displaystyle \star \;K_{(3)}\;{[C_{(3)}\;A_{(3+3)}]}\;G_{\overline {(3)}}}
Die bei Reife grünen und süß-fruchtig duftenden Beeren sind halbkugelig und der haltbare, grünliche Kelch ist noch vorhanden.

## Ökologie und Phänologie
Die Blütezeit reicht in Minas Gerais von Oktober bis Januar. Die Bestäubung erfolgt durch Bienen der Verwandtschaftsgruppe der Prachtbienen (Euglossini). Es erfolgte eine Coevolution und in den Blüten existiert eine extra Plattform für diese Bienen und der Nektar wird in einer besonderen Konstruktion angeboten. Auch der besondere Blauton der Kronblätter ist an diese Bestäuber angepasst.

## Vorkommen
Eduandrea selloana ist ein Endemit der Espinhaço Bergkette im südöstlichen brasilianischen Bundesstaat Minas Gerais. gedeiht in Höhenlagen oberhalb von 800 Metern nur im Auwald. Im fragmentierten Areal sind nur wenige Fundorte von Eduandrea selloana bekannt.

## Systematik
Die Erstbeschreibung erfolgte 1889 unter dem Namen (Basionym) Quesnelia selloana durch John Gilbert Baker in Handbook of the Bromeliaceae, 87. Die von den anderen Arten der Gattung Quesnelia stark abweichenden Merkmale machten es erforderlich, diese Art auszugliedern und eine neue Gattung Eduandrea für sie aufzustellen. Dies erfolgte 2008 durch Elton Martínez Carvalho Leme, Walter Till, Gregory K. Brown, Jason Randall Grant und Rafaël Herman Anna Govaerts in Journal of the Bromeliad Society, Volume 58, Issue 2, Seite 62. Der frühere Gattungsname Andrea Mez ist ungültig und wurde zu Eduandrea umbenannt. Der Gattungsname Eduandrea ehrt den Pflanzensammler und Botaniker Édouard André (1840–1911).
Weitere Synonyme für Eduandrea selloana (Baker) Leme, W.Till, G.K.Brown, J.R.Grant & Govaerts sind: Andrea selloana (Baker) Mez, Nidularium selloanum (Baker) E.Pereira & Leme, Canistropsis selloana (Baker) Leme.